# Affirmation du conséquent

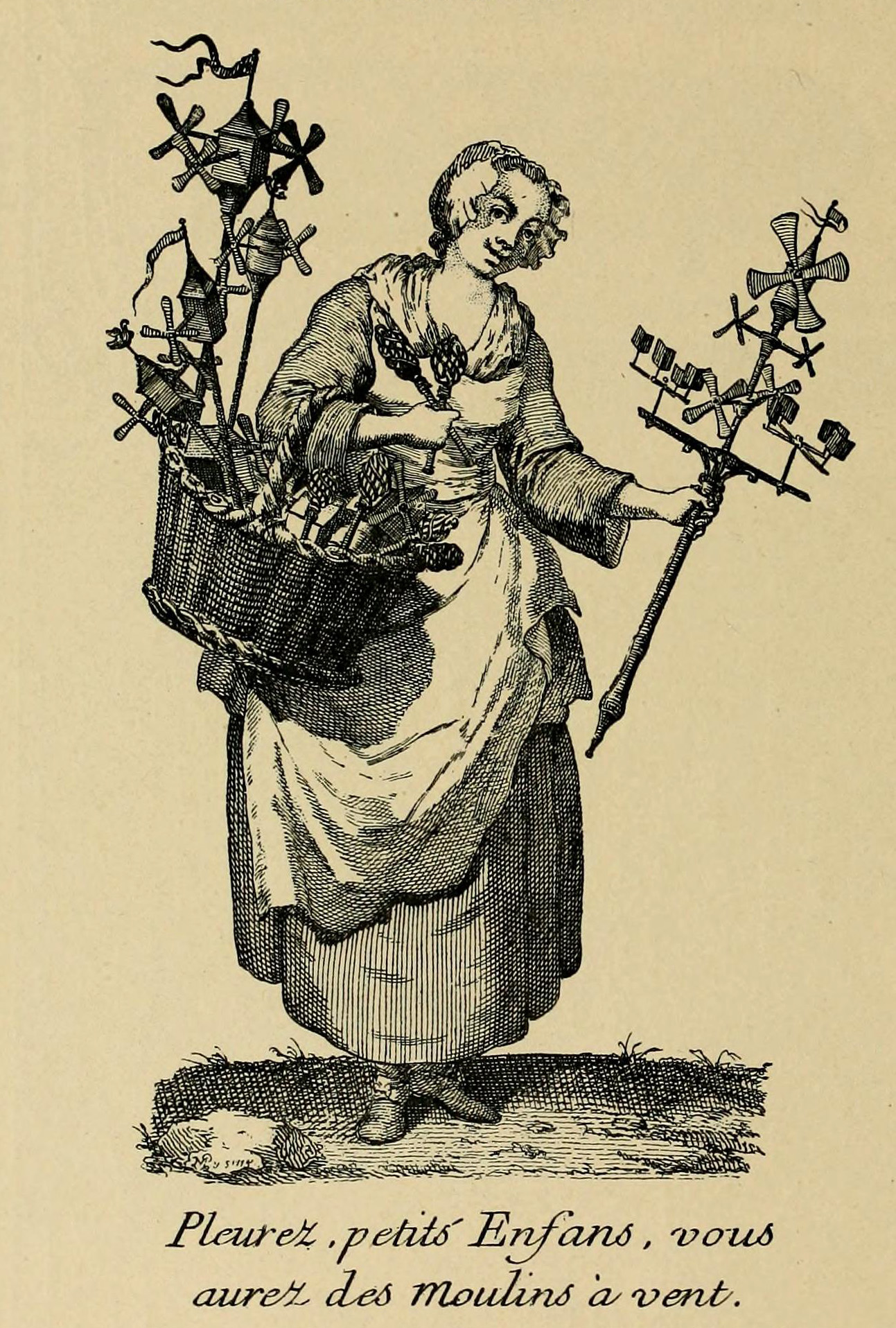
Gravure du XVIII

L'affirmation du conséquent est un sophisme formel par lequel on considère une condition suffisante comme une condition nécessaire. On traite alors une implication logique comme si elle était une équivalence logique. En langage naturel, l'affirmation du conséquent s'exprime :
1. Si P alors Q
2. Q
3. Donc, P

Le conséquent Q de l'énoncé conditionnel Si P alors Q peut être réalisé même si l'antécédent P ne l'est pas. On nomme ainsi ce sophisme « affirmation du conséquent », car il consiste à affirmer que le conséquent est réalisé pour en inférer que son antécédent l'est aussi. En logique, ce raisonnement invalide prend la forme : ((P ⇒ Q) ∧ Q) ⇒ P.
C'est en quelque sorte une confusion entre la possibilité et la nécessité. La possibilité implique que plusieurs causes peuvent avoir la même conséquence. Il faut pour cela s'assurer des interactions entre les causes pour la même conséquence. Pour que l'affirmation du conséquent soit valide, il faut que la cause et la conséquence soient non-seulement liées mais qu'il n'y ait également aucune autre possibilité envisageable.

## Exemples
Un exemple interprété peut donner :
1. S'il a plu (P), alors le sol est mouillé (Q).
2. Le sol est mouillé (Q).
3. Donc il a plu (P).

Un tel raisonnement est invalide parce que le sol peut être mouillé pour une autre raison que la pluie, comme un arrosage. 
Autres exemples : 
1. Si j'ai plus de 18 ans (P), alors je suis majeur en France (Q).
2. Je suis majeur en France (Q).
3. Donc j'ai plus de 18 ans (P).

Ce raisonnement n'est pas valide d'un point de vue purement formel. Il semble juste parce que nous savons par définition que la réciproque de l'affirmation de départ est vraie, autrement dit qu'il y a une équivalence entre le fait d'être majeur et celui d'avoir atteint l'âge requis, ce qui fait implicitement intervenir une autre proposition que celle présente dans l'énoncé (autrement dit, dans cet exemple la conclusion est vraie, mais le raisonnement utilisé est faux).
1. Si j'utilise une voiture modèle X alors j'utilise le moteur A
2. Ma voiture utilise le moteur A
3. Donc ma voiture est un modèle X

Dans cet exemple, il faut s'assurer qu'aucun autre modèle de véhicules utilisent le même type de moteur (A) que la voiture X. Sans cela, l'argument est invalide.
1. 2+2 font 4
2. j'ai 4
3. alors j'en déduis 2+2

Ici, même si le calcul est juste en soi, 4 est le résultat d'un nombre mathématiquement infini de calculs, tels que, par exemple, 2x2, racine carrée de 16, 40/10, 4x1, -4+8 ou encore x-x+4 ou x-(x-4)...

## Exemples de situations d'utilisation
Par exemple, les juifs sont associés à l'argent et l'argent est vu comme un moyen de contrôler le monde (exemple de stéréotypes complotistes répandus). Pour affirmer que les juifs contrôleraient le monde par l'argent, il faudrait prouver non-seulement l'existence d'un désir ou d'un ordre issus d'un texte religieux ou politique ou d'un discours consenti par la communauté juive dans son ensemble mais également que les juifs seraient bel et bien à la tête de tout organisme financier (banques, fabriques de monnaies, etc.) ainsi que l'impossibilité que des personnes non-juives puissent avoir potentiellement accès à la tête d'une telle organisation ou que d'autres moyens en dehors de l'argent permettent la mise en place d'un système de contrôle à échelle mondial. Faute de quoi, l'affirmation devient alors invalide.